# Medaille für Verdienste um das Blutspendewesen des Österreichischen Roten Kreuzes

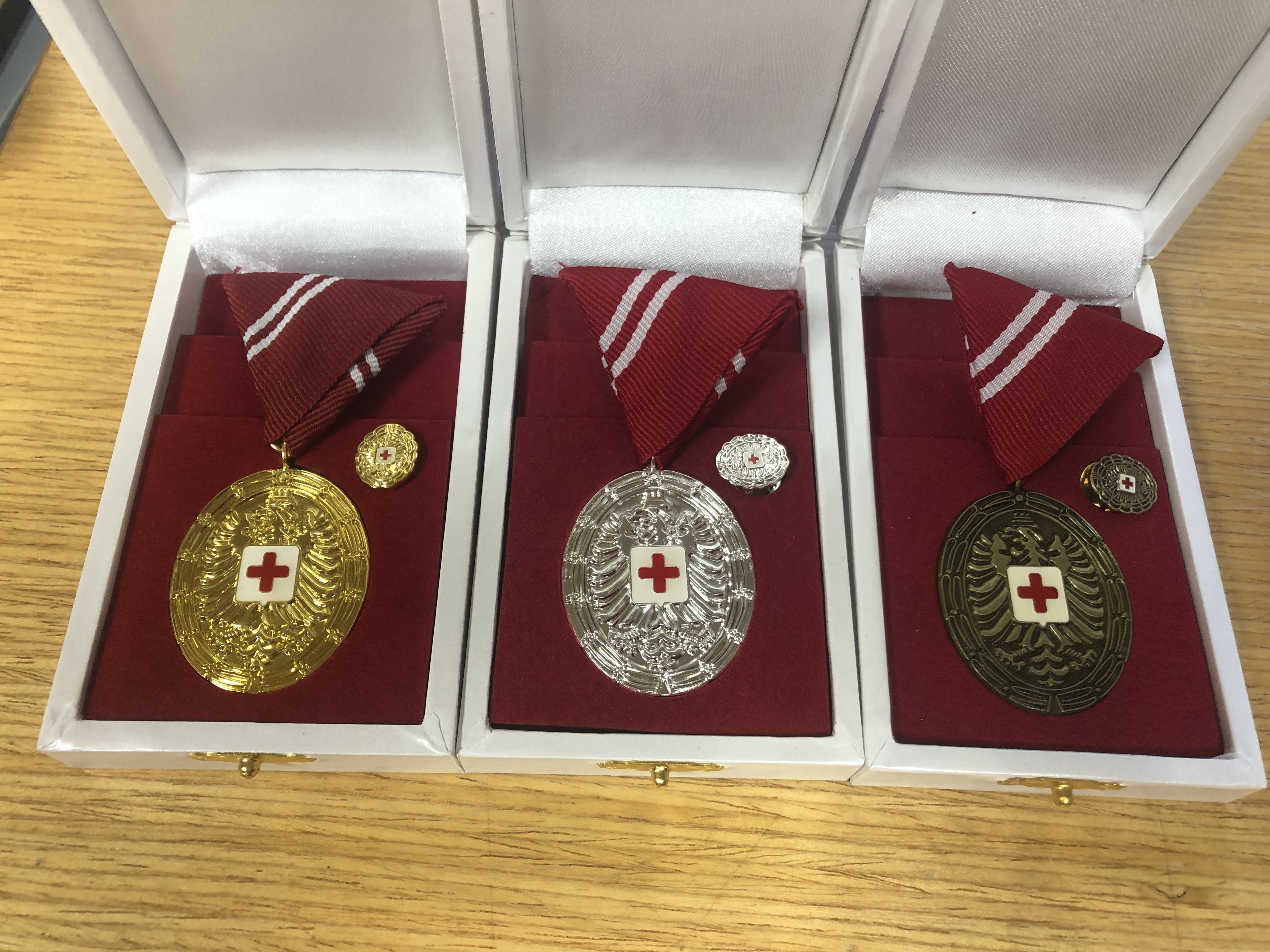
Die Medaillen in Gold, Silber und Bronze

Die Medaille für Verdienste um das Blutspendewesen des Österreichischen Roten Kreuzes (umgangssprachlich auch „Blutspendemedaille“ bezeichnet) besteht seit der 76. Arbeitsausschusssitzung vom 5. Juli 1969 und stellt eine Auszeichnung um besondere Leistungen im Bereich des Blutspendens dar. Sie wird in sechs Graden verliehen und ist in den ersten drei Graden am Medaillenspiegel identisch mit der Verdienstmedaille des Österreichischen Roten Kreuzes, unterscheidet sich jedoch am Band: Die Blutspendemedaille wird mit einem roten in Dreiecksform gelegten Band mit zwei weißen Streifen, die Verdienstmedaille dagegen an einem rotweißroten, in Dreiecksform gelegten Band getragen. 
Die Verleihung der Medaillen ist vergleichbar mit den – durch das Deutsche Rote Kreuz vergebenen – Blutspendeehrennadeln, wobei die österreichische Auszeichnung im Gegensatz zur Nadel auch auf Uniformen getragen werden darf.

## Ordensstufen
| Stufe                                                | vergeben für | Bild |
| ---------------------------------------------------- | --- | --- |
| Bronzene Verdienstmedaille                           | - 25 freiwillige Vollblutspenden oder - mindestens 15-malige freiwillige Vollblutspenden sowie besonderer Einsatz bei der Werbung von Blutspendern und Organisation von Blutspendeaktionen oder - in Krankheitsfällen oder bei Erreichen des 65. Lebensjahres a)                       | Bronzene Verdienstmedaille für Verdienste um das Blutspendewesen |
| Silberne Verdienstmedaille                           | - 50 freiwillige Vollblutspenden oder - mindestens 35-malige freiwillige Vollblutspenden sowie besonders aktive Mitwirkung bei der Werbung von freiwilligen Blutspendern und Organisation von Blutspendeaktionen oder - in Krankheitsfällen oder bei Erreichen des 65. Lebensjahres a) | Silberne Verdienstmedaille für Verdienste um das Blutspendewesen |
| Goldene Verdienstmedaille                            | - 75 freiwillige Vollblutspenden oder - in Krankheitsfällen oder bei Erreichen des 65. Lebensjahres a) | Goldene Verdienstmedaille für Verdienste um das Blutspendewesen |
| Goldene Verdienstmedaille mit bronzenem Lorbeerkranz | - 100 freiwillige Vollblutspenden oder - in Krankheitsfällen oder bei Erreichen des 65. Lebensjahres a) | Bild gesucht Die Wikipedia wünscht sich an dieser Stelle ein Bild. Weitere Infos zum Motiv findest du vielleicht auf der Diskussionsseite . Falls du dabei helfen möchtest, erklärt die Anleitung , wie das geht. |
| Goldene Verdienstmedaille mit silbernem Lorbeerkranz | - 125 freiwillige Vollblutspenden oder - in Krankheitsfällen oder bei Erreichen des 65. Lebensjahres a) | Bild gesucht Die Wikipedia wünscht sich an dieser Stelle ein Bild. Weitere Infos zum Motiv findest du vielleicht auf der Diskussionsseite . Falls du dabei helfen möchtest, erklärt die Anleitung , wie das geht. |
| Goldene Verdienstmedaille mit goldenem Lorbeerkranz  | - 150 freiwillige Vollblutspenden oder - in Krankheitsfällen oder bei Erreichen des 65. Lebensjahres a) | Bild gesucht Die Wikipedia wünscht sich an dieser Stelle ein Bild. Weitere Infos zum Motiv findest du vielleicht auf der Diskussionsseite . Falls du dabei helfen möchtest, erklärt die Anleitung , wie das geht. |